# Jackson (Michigan)
Jackson – miasto w Stanach Zjednoczonych (stan Michigan), nad rzeką Grand.
W 2003 roku zespół miejski liczył 165 tys. mieszkańców.
Ośrodek handlowy. Przemysł samochodowy, lotniczy, gumowy oraz elektrotechniczny. Węzeł kolejowy i drogowy. W 1854 r. założono tu Partię republikańską.

## Miasta partnerskie
- Varel,  Niemcy
- Carrickfergus,  Irlandia Północna